# Anni-Frid Lyngstad
Anni-Frid Synni Lyngstad mejor conocida como Frida, es una cantante y compositora sueca, que forma parte del grupo ABBA también fué reconocida  como solista con una carrera muy  exitosa y reconocida mundialmente con su álbum debut como solista  Something's Going On, que fué producido por el exitoso cantante Phil Collins.

## Biografía

### Infancia
Nació en Bjørkåsen (Ballangen), cerca de Narvik (Noruega), cinco meses después de finalizar la Segunda Guerra Mundial, como resultado de una relación entre Synni Lyngstad (19 de junio de 1926-28 de septiembre de 1947), una joven noruega, y un sargento alemán casado, Alfred Haase. Siempre creyó que su padre había muerto cuando su barco de vuelta a Alemania se hundió durante la guerra. Después de que una revista alemana publicara la historia de su origen en 1977, descubrió que su padre no había muerto y pudo conocerlo en persona en una cita organizada por su aquel entonces prometido, Benny Andersson.
En 2002 el periódico The Guardian presentó un informe donde la incluye como uno de los 12 000 niños llamados “tyskerbarnas” (o “bastardos de los alemanes”) ya que nacieron de la unión de soldados alemanes y mujeres nórdicas en busca del perfeccionamiento de la raza aria. Tanto las madres (“tyskerhoren”, “zorras de los alemanes”) como los niños fueron repudiados tras la derrota del III Reich, y sufrieron la humillación, el oprobio público y en algunos casos, hasta la muerte.
Al final de la Segunda Guerra Mundial, su madre y su abuela habían buscado refugio en Suecia por temor a represalias por parte de la población noruega, cuyo gobierno puso a muchos de los niños nacidos de padres alemanes en instituciones mentales o los mandó al extranjero. Synni murió antes de que Frida cumpliera dos años, por lo que fue criada por su abuela Arntine en Torshälla.
Desde muy pequeña, demostró sus aptitudes para el canto, pues cuando entró al colegio por primera vez en 1952, todos quedaron impresionados por su voz. Su profesora la sacaba todos los viernes a cantar delante de la clase. Pero cuando no se trataba de cantar, era muy tímida («recuerdo que era una niña muy dulce y muy tímida. Cada sábado iba a la biblioteca y volvía a casa con una enorme pila de libros»). Eran bastante pobres, pues Arntine trabajaba de costurera y no obtenía mucho dinero, pero aun así se las arregló para comprar un piano a plazos. Ella era también quien le tejía la ropa.

## Carrera

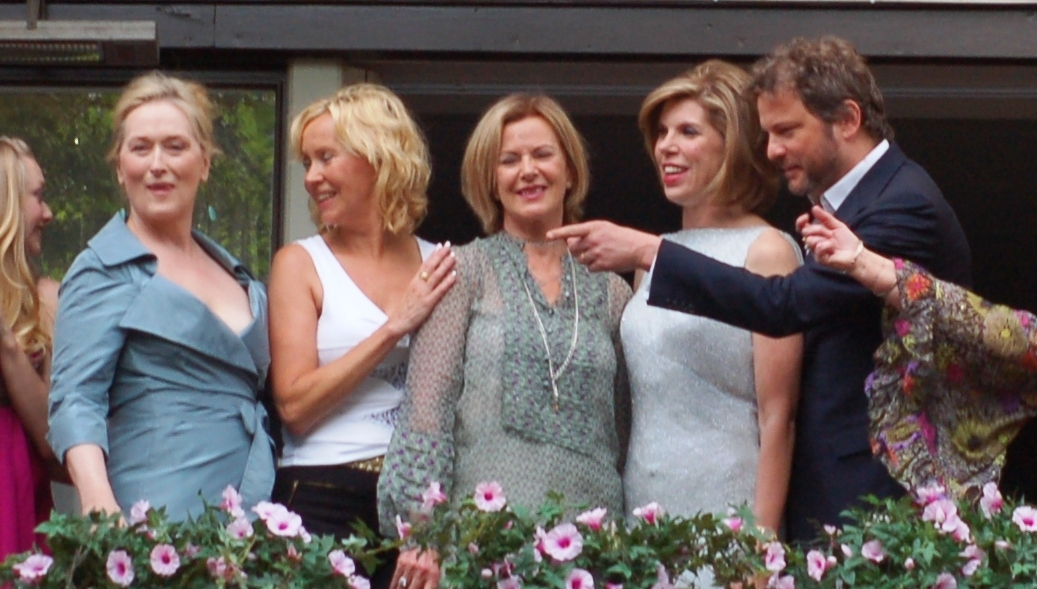
Estreno de Mamma Mia! (2008). Meryl Streep ("Donna"), Agnetha Fältskog (ABBA), Anni-Frid Lngstad (ABBA), Christine Baranski ("Tanya"), Colin Firth ("Harry") y Catherine Johnson (Script).

### Inicios (1958-1969)
Fue su abuela, quien solía cantarle canciones noruegas, lo que llevó a su amor por la música. Demostró un gran talento desde sus primeros años escolares. Los viernes, su profesora solía pedirle que cantara delante de la clase y pronto fue conocida entre sus compañeros y el vecindario por su hermosa voz.
Hizo su debut a los once años, en una actuación a beneficio de la Cruz Roja. Un año más tarde, en 1958, fue a hablar en persona con el director de la Evald Ek Orkesta para pedirle ser la vocalista de su banda. El propio Evald admitió «era difícil de creer como una persona tan joven podía cantar tan bien. Además, tenía una gran versatilidad sobre el escenario, no tenía vergüenza para cantar».
Así que, Anni-Frid consiguió su primer trabajo como cantante de jazz a los trece años. Cada fin de semana actuaba delante de una audiencia que se reunía para bailar llegando a cantar hasta cinco horas. Los temas que más le gustaba interpretar eran los clásicos «All of me», «Night and Day» «Begin the Beguine» entre otros. También comenzó a tomar clases de canto con el tenor Folke Andersson. Más tarde comenzaría a actuar con la "Bengt Sandlunds Bigband" especializada en Glenn Miller, Duke Ellington, Count Basie, Ella Fitzgerald y Peggy Lee.
En 1963 fue la vocalista de "Gunnar Sandervarn Trio" antes de formar su propia banda, "The Anni-Frid Four". En ambos grupos trabajaba, Ragnar Fredriksson, su primer marido y padre de sus dos hijos, Hans (26 de enero de 1963) y Lise-Lotte (25 de febrero de 1967-3 de enero de 1998). Su matrimonio con el músico duró hasta 1968 y el divorcio fue definitivo en 1970.
En 1967 gana el enésimo concurso durante el verano, lo que le asegura un puesto en el concurso nacional "New Faces" el cual gana con la canción «En ledig dag» («Un día libre», versión del tema «Weekend in Portofino»). El presentador del concurso Lasse Holmqvist fue quien le anunció que, como parte del premio, iba a aparecer esa noche en el programa Hylands Höger-Hörna de la televisión nacional, presentado por el popular Lennart Hyland, quien tenía esa noche un especial de larga duración. Era el 3 de septiembre, noche en la que los suecos pasaban de conducir por la izquierda a hacerlo por la derecha, para adaptarse a las normas internacionales, por lo que las autoridades suecas prefirieron tener a la población pegada a la televisión.
La actuación de Frida fue vista en toda Suecia causando enorme sensación y muchos productores y discográficas quisieron ponerse en contacto con ella. Los ejecutivos de EMI, quien había organizado el concurso New Faces, temiendo perderla, viajaron desde Estocolmo hasta su residencia en Eskilstuna a la mañana siguiente con un contrato. El productor Olle Bergman de EMI recuerda "Nos gustó mucho y pensamos que lo tenía todo para convertirse en alguien". El 11 de septiembre grabó "En ledig dag" que se convertiría en el primer sencillo con EMI bajo el sello discográfico His Master's Voice. Con suma profesionalidad y seguridad grabó las voces en una sola toma. Las primeras canciones que grabó para EMI se incluyen en el recopilatorio "Frida 1967-1972". 
El 29 de enero de 1968 actuó en "Studio 8" para la televisión nacional donde conocería a su futura compañera en ABBA, Agnetha Fältskog, quien también interpretó su primer sencillo. Ese mismo año se fue de gira con Lasse Lönndahl y Bengt Hallberg y grabó varios sencillos para EMI, mudándose a Estocolmo para trabajar como cantante a tiempo completo. 
En 1969 participó en el Melodifestivalen, el concurso musical sueco clasificatorio para Eurovision con la canción "Härlig är var jord" (Nuestro mundo es maravilloso) terminando en cuarta posición. Allí conocería a su segundo marido y miembro de ABBA, Benny Andersson.

### Antes de ABBA (1970-1972)
Su primer álbum, "Frida" producido por su ya pareja Benny Andersson se estrenó en 1971 por EMI Columbia. El trabajo recibió excelentes críticas por parte de los expertos y la prensa quienes alabaron especialmente la precisión y versatilidad de su voz. Un crítico del periódico sueco Dagens Nyheter escribió «Un LP debut convincente y profesional de alguien con una personalidad sencilla pero segura con ligeros toques de carácter, humor y ternura. Canta de una forma que sabes que tiene algo en la cabeza, con mucha inteligencia». Ese mismo año estrenó el sencillo «Min egen stad» («Mi propia ciudad»), una versión del tema «It's nice to be back» de Andersson con letra de Peter Himmelstrand, alcanzando el nº1 en Svenkstoppen. Este éxito llevó a EMI Columbia a reeditar el álbum Frida y añadirlo en la cara B del LP. Todas las canciones del trabajo aparecen en el recopilatorio «Frida 1967-1972»
Frida continuó trabajando en cabarets, haciendo giras y actuando en televisión y radio. En 1972, su relación con Andersson y su amistad con Björn Ulvaeus  y Agnetha Fältskog culminó en la formación de ABBA. Ese mismo año, y tras cinco años con EMI Suecia, Lyngstad cambió de casa de discos y firmó con Polar Music. Allí grabó «Man vill just leva lite dessemellan» (Uno quiere vivir un poco de vez en cuando) que le dio su segundo nº1 en las listas de éxitos suecas.

### ABBA y «Frida Ensam» (1972-1982)
Al principio, Frida tuvo dudas sobre actuar junto a su pareja Benny Andersson, el mejor amigo de éste, Björn Ulvaeus y su esposa Agnetha Fältskog. Su primer proyecto juntos en el invierno de 1970-1971 fue el show de cabaret «Festfolket», el cual no tuvo mucho éxito. Al año siguiente, Frida se fue de gira con Lasse Berghagen mientras que los otros tres futuros miembros de ABBA comenzaron a actuar juntos de manera regular. Cuando volvió con ellos, Benny y Björn se dieron cuenta la calidad de la combinación de las voces de Frida y Agnetha, sentando por fin las bases de ABBA.
Su siguiente álbum, en sueco, fue «Frida Ensam» (Frida a solas), estrenado en 1975 y producido por Benny. El trabajo incluye la exitosa versión en sueco de «Fernando», que se mantuvo en el nº1 en las listas de Svenkstoppen durante nueve semanas. Las grabaciones tardaron año y medio y se realizaron entre las sesiones de grabación de los discos «Waterloo» y «ABBA» del grupo.
«Frida Ensam» se convirtió en un éxito comercial en Suecia, liderando las listas de álbumes suecos durante seis semanas y manteniéndose en las mismas durante 38. Además de «Fernando», incluía principalmente una colección de versiones de artistas entre las que se encontraban: «Wouldn't it be nice» de los Beach Boys («Skulle de' va' skönt»), «The Wall Street Shuffle» de los 10cc («Guld och gröna ängar») y «Life on Mars» de David Bowie («Liv pa Mars»). Según la revista Melody Maker: «El álbum retrata a una Frida muy emotiva y fuerte que nos muestra el verdadero valor de la música; que si se interpreta de manera adecuada y con sentimiento puede superar las barreras lingüísticas». Su éxito le llevó a conseguir el disco de platino.

### Carrera internacional en solitario (1982-1984)
En 1982, durante el último año de ABBA, Frida grabó y estrenó su primer álbum en solitario en inglés. Producido por Phil Collins, «Something's Going On» se convirtió en un éxito mundial. Muchos de los temas tenían un sonido más roquero con la batería de Collins como principal contribución, especialmente en el sencillo principal «I know there's something going on», el cual lideró las listas en Bélgica y Suiza. En Australia, Austria, Francia, Alemania, los Países Bajos, Noruega, Sudáfrica y Suecia entre otros países alcanzó el Top 5. Gracias a la promoción en la MTV, la canción también logró un gran éxito en Estados Unidos, llegando al n.º 13 en el Billboard y el n.º 9 en Radio & Records en 1983. En el Reino Unido, donde no tuvo tanto éxito, se situó en el n.º 43.
Obtuvo excelentes críticas. Billboard escribió «La morena de ABBA consigue un enorme éxito con un proyecto valiente», mientras que Mark Coleman calificó el álbum como un trabajo «ingenioso, orientado al rock y deliciosamente ecléctico» en la tercera edición de la Guía de Álbumes de la Rolling Stone. William Cooper opinaba de manera similar en AllMusic «Frida escapa de las limitaciones creativas de ser miembro de uno de los grupos más famosos del mundo con un álbum sólido y fascinante».
La cadena sueca de televisión SVT documentó este acontecimiento grabando todo el proceso de grabación. El resultado fue un programa de una hora incluyendo entrevistas con Frida, Phil, Björn, Benny y el resto de músicos involucrados en el proyecto. Gracias al éxito del álbum (con 1,5 millones de copias vendidas en todo el mundo) y del sencillo principal, Frida fue nominada «Mejor artista femenina del año» en 1982 por los lectores del periódico Aftonbladet, recibiendo el premio musical sueco Rockbjörnen.
En 1983, Frida ayudó a Abbacadabra grabando una versión de «Arrival», el tema instrumental del álbum de ABBA del álbum homónimo, en diferentes idiomas; en francés, titulada «Belle», la cantó a dúo con Daniel Balavoine y en inglés, titulada «Time» junto con B.A Robertson y producida por Mike Batt.
El siguiente álbum de Frida, «Shine», se estrenó en 1984. Fue grabado en los estudios De La Grande Armée en París y producido por Steve Lillywhite, conocido por trabajar por artistas como Peter Gabriel, los Rolling Stones, Morrissey entre otros. El trabajo tuvo menor éxito del esperado aunque alcanzó el Top 20 en muchos países europeos llegando al nº6 en Suecia.

### Años posteriores: 1985-2004
En 1987, Frida formó parte del coro en la grabación del tema de su expareja Benny Andersson «Klinga mina klockor». También en ese año, grabó el sencillo «Sa länge vi har varann» («Mientras nos tengamos el uno al otro») con grupo sueco de pop Ratata, uno de sus favoritos. El cantante Mauro Scocco contactó con ella porque tenía una canción para hacer un dueto. Tras escucharla, la cantante aceptó inmediatamente. El tema fue un gran éxito en Suecia y se grabó una versión en inglés titulada «As long as I have you».
En 1990, Lyngstad pasó a formar parte del comité de la organización medioambiental sueca Det Naturliga Steget (El paso natural) quienes querían un rostro famoso para ayudarles a llegar al público. En 1991 fue presidenta de la organización Artister för Miljö (Artistas por el medioambiente). En 1992 creó la fundación Niños y Medioambiente centrada en organizar campamentos de verano para niños desfavorecidos. Ese mismo año actuó durante el Festival del agua de Estocolmo en la residencia real y estrenó una versión del tema de Julian Lennon «Saltwater». Todos los beneficios del sencillo fueron destinados a la beneficencia. En 1993, en el 50.º cumpleaños de la reina Silvia, Frida interpretó Dancing Queen en la Ópera de Estocolmo junto a The Real Group.
En 1996, grabó el disco Djupa Andetag (Respiración profunda) doce años después de Shine. El trabajo recibió críticas mayoritariamente positivas y fue un éxito en Suecia donde alcanzó el nº1 en las listas. Frida apareció en numerosos programas de televisiones suecas, noruegas, danesas y finlandesas para promocionarlo. Djupa Andetag fue uno de los primeros discos/CD-ROM suecos, el cual incluía entrevistas con Frida, el making-off del álbum y videos promocionales.
Un nuevo disco estaba en los planes bajo la producción de Anders Glenmark pero la muerte de la hija de Frida en 1998 supuso la cancelación indefinida del mismo.
Durante los primeros años del siglo XXI, Frida realizó contadas grabaciones entre las que se incluía, en 2002, un dueto con la cantante de ópera Filippa Giordano para el tema «La Barcarolle» y «The sun will shine again», compuesta por el antiguo miembro de Deep Purple Jon Lord, en 2004. En este mismo año, durante la semifinal del certamen de Eurovisión en Estambul y treinta años de la victoria de ABBA, apareció junto con el resto de miembros del grupo en un video titulado «Our last video» (Nuestro último video). También en 2004, acompañó a Benny y Björn en el quinto aniversario del musical «Mamma Mia!» en Londres.

### Parón de la música y contadas apariciones públicas: 2005-presente
El 15 de noviembre del 2005, como celebración del 60.º cumpleaños de Frida, Universal Records sacó al mercado «Frida 4xCD 1xDVD» que incluía todos sus trabajos en solitario incluyendo temas extra. También se incluía «Frida - El DVD», un documental grabado en los Alpes suizos donde la cantante habló sobre su carrera previa y posterior a ABBA además del making off de «Something going on» y «Djupa andetag», así como su primera aparición en televisión interpretando «En ledig dag».

### Tercer matrimonio
En 1992, Frida se casó con el príncipe Heinrich Ruzo Reuss von Plauen (24 de mayo de 1950–29 de octubre de 1999), quien murió de cáncer linfático. Un año antes, en 1998, la hija que había tenido Frida en su primer matrimonio, Ann Lise-Lotte Casper (25 de febrero de 1967–13 de enero de 1998) murió en un accidente de tráfico en los Estados Unidos, donde vivía. El matrimonio de Anni-Frid con el príncipe le abrió las puertas de la Corte Real sueca, dado que su marido era amigo de la infancia del rey Carlos XVI Gustavo.

### Vida actual
En 2004, grabó una canción compuesta por su gran amigo Jon Lord (The Sun Will Shine Again), al que le rindió homenaje en la edición de 2013 de Zermatt Unplugged.
En la actualidad Frida reside en Zermatt, Suiza, y se dedica a obras de caridad, en especial, con la prevención de drogas y temas ambientales. Se la ha visto últimamente en las premieres del musical Mamma Mia! en compañía de otro integrante de ABBA, Björn Ulvaeus.
En diciembre de 2014 sacó una nueva canción, "1865", en honor al monte Cervino y  publicó su autobiografía.

## Discografía
- Frida (1971)
- Frida ensam (1975)
- Something's Going On (1982)
- Shine (1984)
- Djupa andetag (1996)
- Frida 1967-1972 (1997 - Recopilación)

## Distinciones honoríficas

### Distinciones honoríficas suecas
- Comandante de I Clase de la Real Orden de Vasa (31/05/2024).